# Pierre Emmanuel
Pierre Emmanuel, vlastním jménem Noël Mathieu (3. května 1916, Gan – 24. září 1984, Paříž) byl francouzský básník. Jeho rodiče emigrovali do Spojených států amerických a Pierre vyrůstal se strýcem. Studoval literaturu na universitě v Lyonu a později se věnoval práci učitele. Své první básně publikoval v roce 1940. Od roku 1968 byl členem Francouzské akademie (čtvrté křeslo) a v letech 1969 až 1971 byl presidentem mezinárodního klubu PEN (v letech 1973 až 1976 pak jeho francouzské odnože). V letech 1975 až 1979 byl prvním presidentem Institut national de l'audiovisuel.